# Evermore Park
Evermore Park était un parc de loisirs situé à Pleasant Grove, dans l'Utah. Il se veut être un parc différent dans son concept des parcs à thèmes connus. Il se définit comme un parc d'aventure immersif. Le parc ne comporte aucune attraction mécanique, mais propose à ses visiteurs une expérience interactive. 
Le parc a été développé autour de trois événements liés à trois saisons (Mythos pour l'été, Lore pour l'automne et Aurora pour l'hiver), lui permettant de proposer de nouvelles aventures tout au long de l'année,. Les concepteurs du parc se sont inspirés pour les bâtiments de l'époque victorienne, du style gothique et de villages européens. Un soin tout particulier a été apporté à l'aménagement paysagé et botanique des lieux. 
Le parc est habité de nombreux acteurs, incarnant des personnages, que les visiteurs sont invités à rencontrer pour découvrir leurs histoires.
Le parc prévoit également d'organiser une douzaine de soirées à thèmes et de bals costumés par an, nommées Ghost Pirate Adventure et Victorian Masquerade.
Le parc a fermé le 8 avril 2024,.

## Histoire
Ken Bretschneider est un entrepreneur passionné de théâtre, d'art et de l'univers fantastique. À partir de 2008, il crée modestement à son domicile une expérience hantée pour Halloween. L'événement s'agrandit chaque année et il atteint les 11 000 visiteurs sur deux nuits. L'idée d'en faire un parc permanent est alors lancée. Il embauche son ami Curtis Hickman pour la direction artistique du projet et James Jensen qu'il missionne de modéliser numériquement le parc pour pouvoir le visualiser sous tous les angles. La société Evermore Park, LLC est créée en 2013. Les trois hommes veulent tenter d'ajouter à l'expérience de la réalité virtuelle. Ils y voient également la possibilité de multiplier les décors, costumes et effets à moindre coût. Ils parviennent à créer un prototype qui dépasse leurs attentes et créent THE VOID, une expérience basée sur la réalité virtuelle dans un espace réel pour la rendre plus immersive. THE VOID est lancé officiellement en 2014. 
Malgré tout, le projet d'un parc réel subsiste et la construction d'Evermore Park a été annoncée en avril 2014, lors du Salt Lake Comic Con FanX par Ken Bretschneider,. À ses côtés dans le projet, Josh Shipley, ancien Imagineer de Walt Disney et Logan Long connu pour sa participation à plusieurs saisons de l'émission de télévision américaine Face Off.
Après plusieurs remaniements, le projet est approuvé à l'unanimité par le conseil municipal de Pleasant Grove le mardi 18 octobre 2016. Le niveau de détail exigé pour le parc pousse une partie de l'équipe créative à voyager dans 6 pays d'Europe pour y chiner plus de 1000 objets directement rapatriés au parc par containers,.
Le parc ouvre ses portes le 29 septembre 2018,,, avec le premier événement nommé Lore, inspiré de légendes celtes et adapté à la période d'Halloween.